# Курт Хансен
Курт Хансен е датски шахматист, гросмайстор от 1985 г. Той е вторият по сила шахматист в Дания след сънародника си Петер Нилсен. Появява се на международната сцена през 1980 г., когато заема 4-то място на световното първенство за юноши до 16 години, състояло се в Хавър, Франция. През 1984 г. става световен шампион за юноши до 20 години. През 1985 г. става едва втория гросмайстор на ФИДЕ в историята на датския шахмат след Бент Ларсен. През 1988 г. между двамата се провежда мач в Оденсе, спечелен от Ларсен с 3,5:2,5. Шампион е на Дания общо шест пъти, през годините 1983, 1984, 1985, 1994, 1998 и 2000 г.
Извън родината си се състезава в Германия, където е представител на шахматния клуб „SG Porz“.

## Турнирни резултати
- 1983 – Есбер (1 м. на турнира „The Northern Sea Cup“)
- 2003 – Орхус (1 – 2 м. на турнира „Nordisk Mesterskab“)
- 2003 – Сканербор (1 – 4 м. на турнира „Samba Cup GM“ от 16-а категория)
- 2004 – Малмьо (1 – 2 м. на турнира „Sigeman & Co“ с Петер Нилсен)

## Участия на шахматни олимпиади
Участва на пет шахматни олимпиади. Изиграва 62 партии, печелейки 20 и завършвайки реми в 37. Средната му успеваемост е 62,1 процента. По време на участията си постига ремита срещу съперници като Любомир Любоевич, Иван Соколов, Кирил Георгиев (1988). Последната му загуба на шахматна олимпиада е от Веселин Топалов през 2000 г. в Истанбул.
| Година | Организатор | Отбор | Класиране (отборно) | Дъска |
| 1984   | Солун       | Дания | 18                  | Първа |
| 1988   | Солун       | Дания | 16                  | Първа |
| 1990   | Нови Сад    | Дания | 38                  | Първа |
| 1996   | Ереван      | Дания | 38                  | Първа |
| 2000   | Истанбул    | Дания | 21                  | Първа |

## Участия на европейски отборни първенства
При участието си на европейското отборно първенство изиграва седем партии, постигайки пет ремита и две загуби. Средната му успеваемост е едва 35,7 процента. Загубените му партии са срещу унгареца Лев Полугаевски и югославянина Светозар Глигорич. В 5-ия кръг постига реми с българина Венцислав Инкьов.
| Година | Организатор | Отбор | Класиране (отборно) | Дъска |
| 1983   | Пловдив     | Дания | 7                   | Втора |